# Историја експлоатација нафте и гаса на Балкану
Историја експлоатације нафте и гаса на Балкану и у Србији забележена је 1836. године када су сељаци у Пакленици поред Мурског Средишћа уз поток Бродец вадили земно уље и користили га за лечење људи, животиња и подмазивање кола. Године 1854. донесен је Аустријски општи рударски закон на основу кога се за било коју активност везано за нафту мора тражити експлоатационо одобрење.

## Историја експлоатације нафте на Балкану

### Нафта у Југославији
Нафта у Југославији је позната од давнина. Од најсевернијих предела Прекомурја, Међимурја и Баната, преко Мославине, североисточне и средишње Босне све до нај- јужнијег Црногорског Приморја и још јужније, до рудне области источне Македоније, свуда има лежишта нафте и њених сталних пратилаца, земног гаса и уљних шкриљаца.
Природни услови за њен настанак и развитак на територији бивше Југославије били су веома повољни, нарочито  у терцијару, кад су територије Југославије прекривала мора, у којима су живеле велике количине планктона и бентоса, основне материје за стварање нафте. Једно такво давнашње море било је и Панонско у пространом котлинастом улегнућу између планинских сплетова Алпа, Динарида, Родопида и Карпата. Мора је нестало, а на ивицама данашње Панонске котлине или низије развила су се богата лежишта земнога уља, нафте. Зато данас и има нафте у Аустрији (посебно у Бечкој завали, Зистерсдорф (Zistersdorf)) и Мађарској, а има је и на територији бивше Југославије дуж панонског ивичног подручја. Стратиграфски положај нафтоносних хоризоната у панонском подручју био је истраживан већ у XIX веку. Најстарија и најистраженија лежишта налазе се у мурском и мославачком басену. Ипак и ту постоји још читав низ рударско-геолошких питања, на која тек треба да одговоре и садашњи и будући истраживачки радови. Можда се још већа потреба за научно-истраживалачким радовима показује у осталим нафтоносним подручјима и басенима Југославије, која се могу додатно испитивати (војвођански, алексиначки, тузлански, источномакедонски, црмничко-буљарички, средњодалматински, истарски и др.).

### Период  до 1918. године
Први документ о појавама нафте у нашим крајевима потиче из 16. века, а налазимо га у делу П. А. Матиоли (P.A. Matthioli). Да ли је о томе нешто забележено и раније - остаје као изазован задатак историчара да то истраже. Вероватно је да постоји неки документ, запис или путопис - старији од 16. века, где се спомиње нафта на нашем подручју. То нам потврђују и топоними, као што су Пакленица код Задра, Смрдељ у Далмацији, Паклени отоци код Виса, Поганац у Подравини, Катран у Црној Гори, Уљаник у Славонији итд. Порекло тих назива вероватно треба тражити у одбојном изгледу нафте, која је црна, уљана, која смрди и гори.

### Експлоатација нафте пре Првог светског рата
Из сасвим поузданих података о производњи нафте на подручју Југославије пре Првога светског рата заправо и нема. Према разноразном архивском материјалу и подацима неких статистика може се закључити, да је у Југославији од године 1868. до 1918. произведено свега 7530т нафте; од тога у Међумурју 6917,5т у ужој Хрватској и Славонији 58,2т и у Босни 30т. Значајнија експлоатација у Међимурју почиње 1880, а у Босни су почеци датирају од 1897 године. До 1918. године било је избушено свега 67 бушотина (од тога 22 негативно) најдубља бушотина тог периода била је 905 м (1906. у Иванић Клоштру). Уочи Првога светског рата (1911—1913)један енглески конзорцијум избушио је у том подручју (Селничко-петишовска антиклинала) даљих 17 бушотина, од којих су две биле дубоке (652 и 830м), а остале плитке. Биле су то такозване »Е« бушотине, од којих је посебно била занимљива »Е 7« на Раку брду (137м)јер се наишло на хоризонт, из кога се днeвно производило око пола вагона нафте.

### Експлоатација нафте пре и у току Другог светског рата
Мурски басен: Главно и заправо једино експлоатационо подручје нафте у предратној Југославији био је селничко-пекленички басен. До године 1932  сирову нафту вадили су само у Селници (уз изузетак 150 т извађене између 1919. и 1922. у Бујавици, затим свега непуних 30 т извађених год. 1930. и 1931. на више места у Босни). Године 1932. почиње производња и у Пекленици, 1937. извађено је врло мало нафте (20 т) у Миклеушкој, 1938. почиње производња у Пожарници (Босна), а 1941. у Гојлу.

### Експлоатација нафте након Другог светског рата
Мурски басен: У Петишовцима је од године 1943. до 1953. било избушено 98 бушотина, од тога 8 негативних, а све остале позитивне и то 3 на гас, а остале на нафту. Већина бушотина у Долини позитивна је на гас.

## Нафта у Словенији
Иако нафте, земног гаса и уљаних шкриљаца има широм Југославије, ипак је ивични појас Панонске котлине засад још увек наше главно и најзначајније нафтоносно подручје. У Словенији су код Доње Лендаве избушени  први извори године 1942. и отада се производња нафте проширила до те мере, да је село Петишовци морало да се пресели западно од насеља Лакоша, а челични торњеви с гарнитурама за бушење прекрили су Петишовску висораван и проширили се преко речице Лендаве.

### Почетак индустријске прераде нафте
У Мославини, у Миклеушкој, већ 1860. године, нафта се почела индустријски прерађивати. Ту је била подигнута фабрика коломасти  која је  ускоро морала обуставити рад због разних потешкоћа (проблем сировина из примитивно бушених извора, проблем транспорта, финансијске неприлике и т. д.), али остаје чињеница, да је таква фабрика на бази нафте постојала код нас две године пре жестоке кампање западноевропске, специјално британске штампе против увоза нафте из Америке у Енглеску. Без обзира на позадину те кампање чињеница је, да се, две године пре негативног писања лондонске штампе о нафти, код нас нафта вадила и прерађивала.А још годину дана пре тога, године 1859. у Добрави, јужно од Дравограда, била је основана фабрика разних мазива и масти, па и коломасти. У тој грађевини прерађивана је касније и селничка нафта. Стара фабрика мазива у Добрави прерасла је у међуратном периоду у рафинерију минералних уља, а потпуно је страдала и уништена у Другом светском рату.
Количине у том првом, стогодишњем раздобљу произведене и прерађене нафте нису велике. Оне су и мале и врло скромне. Ипак нису безначајне. Није чак толико важна ни евентуална проблематичност количинске вредности произведене и прерађене нафте, колико је значајно и битно  да се код нас, конкретно: у Мославини, посавској Славонији и Међимурју нафта организовано и систематски вадила и прерађивала већ пре готово пуних 150. година.

## Експлоатација нафте у Хрватској
На територију Хрватске могу се издвојити четири подручја с лежиштима нафте, то су Дравска, Мурска, Савска и Славонско-сремска депресија. На подручју тих депресија нафта се тренутно вади из 35 нафтних поља, а сва та подручја део су великог Панонског басена који је најбоље истражени део Хрватске што се тиче нафте и гаса. Неки трагови нафте пронађени су и у подморју Јадранског мора, а присутност угљоводоника у Динарском седиментном басену упућује на могућност проналаска нафте и у том подручју (Тосенбергер и Тодоровић, 2000).   Прве откривене нафтне бушотине на подручју Међимурја, као што су Пекленица исцрпљена је након Првог светског рата, а друго врло старо нафтно поље на подручју Међимурја је поље Селница у источном делу Мурске депресије које је експлоатисано од 1850-их до 1952. године. 
Нафта поља у Мославини, регији са такође дугом традицијом истраживања, експлоатације и производње нафте, као што је село Миклеушка а експлоатација је трајала до 1943. године. Због дуге традиције експлоатације нафте, Мославина и Међимурје могу се сврстати међу најстарије нафтне регије света.  По количини произведене нафте предњачи подручје Савске депресије. Међу пољима Дравске депресије истичу се поља Беничанци, данас најиздашније нафтно поље, и Шандровац. Међу првих десет поља по производњи је и поље Ђелетовци из Славонско-сремске депресије. Међимурје, као подручје где се прво почела искориштавати нафта данас ипак знатно заостаје у производњи. Главни разлог је исцрпљење залиха нафте.  

## Басени Босне
Северна Босна је такође у панонском ивичном појасу, па су и ту били повољни природни услови за настанак и развитак нафте. Након аустријске окупације Босне и Херцеговине (1878), а у служби и у интересу Аустријске Царевине и странога капитала, то природно веома богато подручје истраживали су многи стручњаци, међу њима и славни геолог и стручњак за нафту Ханс Хофер (Hans Höfer). Пионирска истраживања нафте на подручју БиХ почела су 1889. године када су аустријски геолози Катзер и Хофер истраживали подручје Мајевице код села Растошнице и код села Рожња у подрињском крају. Аустријски геолози су избушили неколико бунара дубине до 50 метара, где су пронашли незнатне количине нафте.У међуратном периоду, у предратној Југославији, настављени су истражни радови, па се у ширем подручју Тузле, код села Пожарнице, наишло на нафту и на земни гас већ на 30 м дубине .
Године 1934. набављена је прва ротарy-гарнитура за бушење и тада је први пут у Босни код села Славиновићи избушена бушотина од 2025 м. Била је то за дуго време најдубља бушотина у старој југославији. Међутим, уз топлу сумпорну воду наишло се тада само на трагове нафте и земног гаса. При истраживању слојева угља у Какњу, године 1930, из једне 347 м дубоке бушотине неочекивано је шикнуо млаз нафте. Колико је на располагању довољно веродостојних података, у Босни и Херцеговини произведено је у свему (од окупације 1878. наовамо) до 1952. године 1400 т нафте, од тога у предратној Југославији 1330 т. Најјача је производња била у Пожарници код Тузле (1342 т).
У периоду 1973-1991 обављено је истражно бушење на бушотинама Бијељина-1, Брвник- 1 и Обудовац-1. На бушотинама Брвник-1 и Обудовац-1 регистрована је појаве нафте, али без економске вредности. Ипак, сва истраживања која су рађена од 1970. до 1990. показују да нафта постоји у БиХ.

## Србија - Војводина
- Maпа Баната

У Војводини, специјално у Банату,
тражили су нафту још у XIX веку, али безуспешно. Истраживања на територији Баната су била подстакнута сазнањем да територија Баната припада великом и пространом Панонском басену у централном делу Европе, који је био је познат као нафтоносан, већ од XIX века.1942. и 1943. године извршена су прва испитивања у циљу истраживања нафте и гаса. Немачко предузеће „Реtrole А. О." врши регионална гравиметриска испитивања целе територије Баната, којом приликом је установљен читав низ гравиметријских максимума углавном пружања у правцу север-југ. Ови гравиметриски максимуми под повољним условима могу означавати постојање појединих структурних облика погодних за акумулацију нафте и гаса, те су они као такви природно и пробудили интересовање за истраживање нафте и гаса. За време рата (1944) Немци су поставили и прву истражну бушотину на геофизичком максимуму код села Велика Греда, у близини данашње бушотине бр. 2. Међутим, до самог бушења није дошло услед ратне ситуације. Моторе од гарнитуре за бушење су Немци однели, а торањ је остао на лицу места.
Прва бушотина из које је почела да се комерцијално експлоатише нафта, у јуну 1953. године, била је у пределу Велике Греде и нафтоносног ревира у Локвама, у раније слабо или никако, а данас већ врло добро познатим Јерменовцима (северозападно од Вршца). Прво индустријски продуктивно врело нафте давало је дневно већ око 20 т сирове нафте.
Били су заправо то тек истражни почеци, али ипак довољно, да разбије сумње старијих истраживача, а охрабри да наставе истражне радове и да се даља  бушења почну вршити код Зрењанина (Бока), Бечеја, Бачког Петрова села и Бачкога Градишта. И ако је 1953 означена као година првог бушења, индустријска производња нафте у Војводини отпочела је стварно године 1956. Након првих откривених бушотина истраживања су настављена.
У последњој деценији се и даље одржава однос да је деведесет посто откривених резервоара нафте и гаса су у северном делу Србије, у Војводини, односно Банатској депресији Панонског басена. Остали пољима за производњу су у централној Србији, јужно од Саве и Дунава. Највећа годишња производња нафте је била 1982 године и износила је 1,3 x 106 тона, после дугог пада на 0,6 x 106 тона (до 2006) – последњих година је око ~ 1,1 x 106 тона. Производња гаса је у паду до 2009 године. Данас, производња нафте и гаса обавља се у Војводини са 53 нафтна и гасна поља, укључујући и изворе из концесије у Анголи. Тренутно је у експлоатацији 597 нафтних и 98 гасних бушотина, у 135 лежишта. Најзначајнија нафтна поља: Велебит, Кикинда, Кикинда-поље, Мокрин-запад, Русанда, Елемир, Кикинда-горње, Келебија, Кикинда-варош, Турија. Најзначајнија гасна поља: Мокрин, Међа, Мартонош, Итебеј, Велебит, Меленци дубоко, Торда плитко.

### Ново истраживање у Србији
The US Geological Survey је у 2006 извршио процену процењује да Велика Мађарска низија, као део система панонског басена, са 95% вероватноће садржи најмање 43,67 милиона тона нафте и са 5% шансе да садржи око 232,5 милиона тона неоткривених залиха. Једна трећина ове нафтног система у терцијарним седиментима је у земљишту на северу Србије, па се на основу тога врло грубо може проценити да се залихе нафте у Србији крећу од лабаво имплицира да свој удео ресурса креће се од 14,5 милиона до 154,3 милиона тона. Поред конвенционалних угљоводоничних ресурса постоје и неконвенционални ресурси, посебно tight gas (гас из густих формација, код кога је отежана експлоатација).